# Cobbia urinator
Cobbia urinator är en rundmaskart som beskrevs av Christian Wieser 1959. Cobbia urinator ingår i släktet Cobbia och familjen Monhysteridae. Inga underarter finns listade i Catalogue of Life.